# Riello
Riello és un municipi de la província de Lleó a la comunitat autònoma de Castella i Lleó. Forma part de la comarca de la Montaña Occidental.

## Demografia
| 1991 | 1996 | 2001 | 2004 |
| ---- | ---- | ---- | ---- |
| 1337 | 1093 | 914  | 864  |

## Pedanies
- Andarraso
- Ariego de Abajo
- Ariego de Arriba
- Arienza
- Bonella
- Campo la Lomba
- El Castillo
- Castro la Lomba
- Ceide
- Cirujales
- Cornombre
- Curueña
- Folloso
- Garueña
- Guisatecha
- Inicio
- Manzaneda de omaña
- Marzan
- Omañón
- La Omañuela
- Orrios
- Oterico
- Pandorado
- Riello
- Robledo de Omaña
- Rosales
- Salce
- Santibañez de Arienza
- Santibañez de la Lomba
- Socil
- Sosas del Cumbral
- Trascastro de Luna
- La Urz
- Valbueno
- Vegarienza
- La Velilla
- Villadepan
- Villar de Omaña
- Villarín de Riello
- Villaverde de Omaña